# Леонтьев, Михаил Николаевич
Михаи́л Никола́евич Лео́нтьев (1740 — после 1785) — генерал-поручик, герой русско-турецкой войны 1768—1774 годов.
Сын генерал-аншефа Н. М. Леонтьева, племянник генерал-фельдмаршала П. А. Румянцева-Задунайского. Воспитывался в Сухопутном кадетском корпусе, по окончании курса в котором был произведён в поручики.
Боевая деятельность Леонтьева началась в Семилетнюю войну и продолжилась в турецкой войне. За отличие он был 26 ноября 1773 года награждён орденом св. Георгия 4-го класса (№ 183 по кавалерскому списку Судравского и № 223 по списку Григоровича — Степанова)
За подавание собою примера своим подчиненным в удержании неприятеля в 770 году под Браиловым и 18 июня 773 года при Силистрии.
За дела под Браиловом и Силистрией Леонтьеву 26 ноября 1774 года был пожалован тот же орден 3-го класса (№ 41 по кавалерским спискам)
В 770 году под городом Браиловым разбил неприятельскую конницу и принудил бежать в крепость; в 773 году под Силистрией, атаковав неприятельский ретраншамент, выгнал из онаго с немалым уроном турок.
В 1773 году он был произведён в бригадиры, в 1776 году в генерал-майоры, а в 1784 году — в генерал-поручики. В связи с отъездом в Петербург графа Потемкина, М. Н. Леонтьев с декабря 1784 года по октябрь 1785 года командовал Кавказской линией.
После заключения мира с Оттоманской Портой Леонтьев находился при войсках, расположенных в Крыму, и своими умелыми распоряжениями содействовал скорому подчинению жителей этого полуострова России.
Михаил Николаевич Леонтьев скончался после 1785 года. Его жена — Надежда Ивановна (1738—1796), урожд. Чоботова; это был её второй брак, ранее она была замужем за князем Волконским. Детей у них не было.